# Song So-hee
Song So-hee (Hangul: 송소희, Hanja: 宋素喜, Hán Việt: Tống Chiêu Hy, sinh ngày 20 tháng 10 năm 1997),  được biết đến rộng rãi với biệt danh "Cô gái âm nhạc truyền thống" là một ca sĩ minyo hoặc ca sĩ dân gian truyền thống Hàn Quốc. Cô trở nên nổi tiếng sau khi giành chiến thắng trong Cuộc thi Hát Quốc gia KBS năm 2008 khi mới 11 tuổi và được mệnh danh là thần đồng gugak. Chính phủ Hàn Quốc đã vinh danh cô với danh hiệu "Người Hàn Quốc xuất sắc nhất của năm" vào năm 2010.

## Đầu đời và giáo dục
Song sinh ra tại Yesan, Chungcheongnam-do vào ngày 20 tháng 10 năm 1997. Cô là con gái lớn của ông Song Geun-yeong và bà Yang Bok-rye. Cô cũng có một người em gái là Song So-yeon.
Song thể hiện tài năng âm nhạc của mình khi còn rất nhỏ, điều mà sau này cô cho là do cha cô có thói quen hát minyo, một thể loại dân ca Hàn Quốc, cho cô nghe. Khi cô lên 5 tuổi, cha mẹ cô đăng ký cho cô vào học viện gugak để phát triển kỹ năng ca hát của cô. Cô theo học với các nhạc sĩ dân gian Park Seok-sun và Lee Ho-yeon, những người sau này được chính phủ Hàn Quốc xếp vào loại " Báu vật sống của quốc gia ". Cô đã học chơi nhạc cụ gõ truyền thống của Hàn Quốc dưới sự hướng dẫn của bậc thầy samul nori Lee Gwang-su.
Song theo học trường tiểu học Deoksan, trường trung học cơ sở Imseong và trường trung học phổ thông Hoseo, tất cả đều ở Chungcheongnam-do.Năm 2016, cô đăng ký vào Trường Âm nhạc của Đại học Dankook để học nhạc truyền thống.

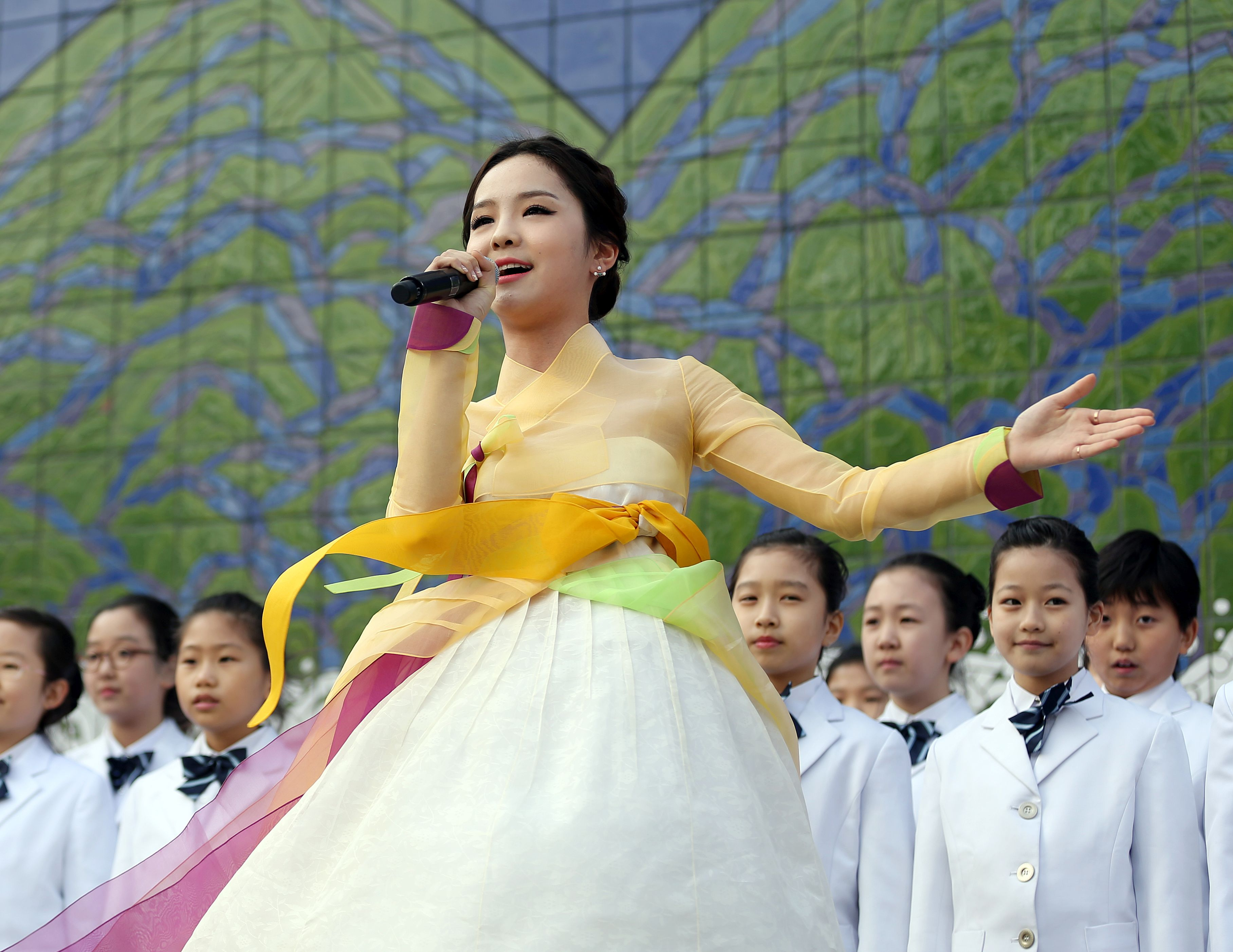
Song So-hee biểu diễn Arirang

## Sự nghiệp
Song trở nên nổi tiếng khắp cả nước sau khi cô biểu diễn "Changbu Taryeong" tại Cuộc thi Hát quốc gia KBS 2008. Màn trình diễn của cô đã để lại ấn tượng sâu sắc cho người xem. Cô đã giành được giải thưởng lớn trong cuộc thi và trở thành người đoạt giải thưởng lớn trẻ nhất trong lịch sử 29 năm của cuộc thi.
Kể từ đó, cô đã biểu diễn trên một số chương trình truyền hình nổi tiếng của Hàn Quốc như Star King , KBS Open Concert , và Yoondohyun's Love Letter  . Cô đã hát những bài hát như "Changbu Taryeong", "Taepyongga", " Arirang ", "Batnori", "Gunbam Taryeong" và "Battuiwara" trên các chương trình này và trở nên nổi tiếng hơn.
Sự xuất hiện của cô trên Star King năm 2008 đã đưa cô đến với một cơ hội đào tạo quan trọng khác từ thạc sĩ Lee Ho-yoen , một chuyên gia về nghệ thuật minyo của Kyunggi . Ấn tượng với tài năng của So-hee, thạc sĩ Lee đã tình nguyện huấn luyện cô một cách thường xuyên. Minyo (dân ca Hàn Quốc) có nghĩa đen là "bài hát dân gian" và là thể loại nhạc truyền thống được người Hàn Quốc hát thường xuyên nhất. Minyo được phân loại thành năm phong cách theo khu vực: Kyunggi, Namdo, Seodo, Dongbu và Jeju Minyo. Kyunggi Minyo có truyền thống nổi tiếng ở khu vực trung tâm xung quanh Seoul.
"Cô ấy sinh ra đã có năng khiếu hát Minyo. Cô ấy có tông giọng cao và giọng trong trẻo (điều này rất cần thiết để hát minyo). Cô ấy cũng có khả năng cảm nhận cao độ đặc biệt giúp cô ấy có thể học các bài hát mới bằng dễ dàng. Ngoài ra, Bangulmok của cô ấy, một kỹ thuật hát âm nhạc truyền thống Hàn Quốc thật tinh tế" 
Từ năm 2008, cô được mời biểu diễn ở nhiều sự kiện khác nhau, cả trong và ngoài nước. Các sự kiện trong nước chính của cô là Lễ kỷ niệm 60 năm thành lập Hàn Quốc năm 2008, Lễ hội văn hóa quốc tế Baekje năm 2010, Lễ hội Sori quốc tế Jeonju năm 2010 và Cuộc họp các đài truyền hình quốc tế Seoul năm 2011.
Sự nổi tiếng của cô nhanh chóng lan rộng khắp thế giới nhờ các video trực tuyến của cô cũng như dịch vụ phát lại trực tuyến các chương trình truyền hình Hàn Quốc mà cô biểu diễn, cho phép mọi người trên khắp thế giới xem các buổi biểu diễn của cô. Nhiều người trong số họ đã choáng váng trước màn trình diễn của cô và yêu cô và minyo.
Sự công nhận quốc tế như vậy đã mang lại cho cô cơ hội biểu diễn ở nước ngoài. Từ năm 2009, cô đã được mời biểu diễn tại các sự kiện chính thức và nhiều sự kiện trao đổi văn hóa ở nhiều quốc gia khác nhau bao gồm Nhật Bản , Nga và Hoa Kỳ . Trong số đó có thể kể đến như Giao lưu văn hóa Hàn Quốc - Nhật Bản năm 2009, lễ kỷ niệm 20 năm thiết lập quan hệ ngoại giao giữa Hàn Quốc và Nga năm 2010, Lễ hội Hàn Quốc năm 2011 và sự kiện Khai trương Trung tâm Văn hóa Hàn Quốc Ấn Độ năm 2012. Năm 2010, chính phủ đã chọn cô là " Người Hàn Quốc xuất sắc nhất của năm ", giải thưởng hàng năm dành cho người đã làm rạng danh và làm giàu cho đất nước. Năm 2014, Song hát " Arirang " tại lễ bế mạc Paralympic mùa đông Sochi vào ngày 10 tháng 3, đồng thời giành vị trí quán quân trong tập " Bài hát bất tử 2 " ngày 26 tháng 7.
Năm 2014, cô sớm chấm dứt hợp đồng độc quyền với Deokin Media sau vụ tấn công tình dục một ca sĩ đồng nghiệp dưới nhãn hiệu của anh trai CEO. Vụ kiện vi phạm hợp đồng sau đây đã kết thúc sau 6 năm vào năm 2019, tạo tiền lệ pháp lý cho việc các nghệ sĩ giải trí chấm dứt hợp đồng trước thời hạn.
Sau khi ký hợp đồng với Warner Music Korea , Song So-hee đã phát hành hai mini-album và một đĩa đơn: Bài hát mới năm 2015 , đĩa đơn "Love, Seasons" năm 2016 và Bài hát dân gian hiện đại năm 2018 (sự hợp tác với ban nhạc tổng hợp truyền thống Second Moon ).
Cô ký hợp đồng độc quyền với Magic Strawberry Sound vào năm 2022 và phát hành album đơn Journey to Utopia vào năm 2022 và đĩa đơn Infodemics hợp tác với Lee Ilwoo của Jambinai vào năm 2023.